# 亞馬遜河雷氏鯰
亞馬遜河雷氏鯰，為輻鰭魚綱鯰形目鼬鯰科的其中一種，為熱帶淡水魚，分布於南美洲巴西托坎廷斯河流域，體長可達23.8公分，棲息在底層水域，生活習性不明。

## 扩展阅读
維基物種上的相關：亞馬遜河雷氏鯰